# Discographie de Chara
... à travers le répertoire suivant des albums et simples de cette chanteuse japonaise connue sous le nom de scène de Chara, œuvres sorties sous les labels Sony Music Japan, Universal Music Japan et "Ki/oon Music".

## Discographie

### Singles
Singles Digitals
Singles Splits